# اسماعیل میهن‌دوست
اسماعیل میهن‌دوست (زادهٔ ۱۳۳۴ در خوی) نویسنده، منتقد فیلم و کارگردان ایرانی‌ست. او دارای لیسانس بازرگانی بین‌المللی از دانشکده بازرگانی تهران(۱۳۵۶) و کارگردانی سینما از مجتمع آموزشی سینما(۱۳۶۸)است.

## آثار

### کارگردانی
- " نینا" (مستندکوتاه) (1400)
- "رویای بنفشه ها"(مستند بلند) (1400)
- «سرخپوستان نجفی» (مستند بلند) (۱۳۹۷)
- «ترومای سرخ» (سینمایی)(۱۳۹۵)
- «نیلوفر، بتی، پونه و دیگران» (مستند بلند)(۱۳۹۵)
- «توقف در لاس وگاس» (فیلم کوتاه)(۱۳۹۱)
- «جایزه» (فیلم کوتاه) (۱۳۷۷)
- آبادگران (مستند) (۱۳۹۰)
- یک تیر و دونشان (تله فیلم) (۱۳۸۹)
- دشمنان صمیمی (تله فیلم) (۱۳۸۸)
- برخورد خیلی نزدیک (سینمایی) (۱۳۸۷)
- وکیل محله (۱۳۷۹)
- ماجراهای سرابی (۱۳۸۰)
- حقیقت در آینه (۱۳۷۴)
- خیر و شر (۱۳۷۵)
- ماجراهای خانه قدیمی (۱۳۷۷)
- ماه آتش (۱۳۷۷)
- ماجراهای خانه شماره ۱۳ (۱۳۷۵)
- بازی روزگار (١٣٧۵)

### کتاب
- «جهان نو، سینمای نو»، دو جلد نشر چشمه[۱][۲]
- «حقیقت در قاب مستند» (مجموعه مقالات در مورد سینمای مستند) انتشارات مرکز گسترش سینمای مستند و تجربی
- «برخورد خیلی نزدیک» (فیلمنامه) انتشارات دامون[۳]
- رودررو با اصغر فرهادی[۴](چاپ اول انتشارات روشنگران و مطالعات زنان، چاپ دوم نشر رونق، چاپ سوم نشر چترنگ)